# Karel Hron
Karel Hron (11. listopadu 1869 Praha – 4. července 1894 Karlín) byl český tělovýchovný činitel, funkcionář Sokola.

## Život
Do Sokola vstoupil roku 1887. O dva roky později reprezentoval tuto organizaci na soutěžích v Paříži. V roce 1891, po absolvování vojenské služby, byl zvolen náčelníkem středočeské župy a karlínského Sokola. Aktivně se účastnil II. sletu jako organizátor, potom pracoval v technickém odboru České obce sokolské.
Byl rovněž čestným členem vyšehradského Sokola, členem redakce časopisu Sokol a úředníkem všeobecné zemské nemocnice. Vynikal teoretickým vzděláním i příkladnou aktivitou. Účastnil se prací na zdokonalení tělocvičné soustavy a byl oporou mladého dorostu. Pozvedl úroveň sokolské organizace na Vyšehradě (kde působil jako náčelník r. 1890) i v Karlíně.
Byl rovněž literárně činný. Napsal publikace Župa středočeská o II. sletu všesokolském a O jízdě koňmo.
Dne 4. července 1894 večer spadl při cvičení na hrazdě v karlínské sokolovně a na následky zranění navzdory poskytnuté pomoci téže noci zemřel. Jeho pohřbu se účastnilo 1600 lidí.

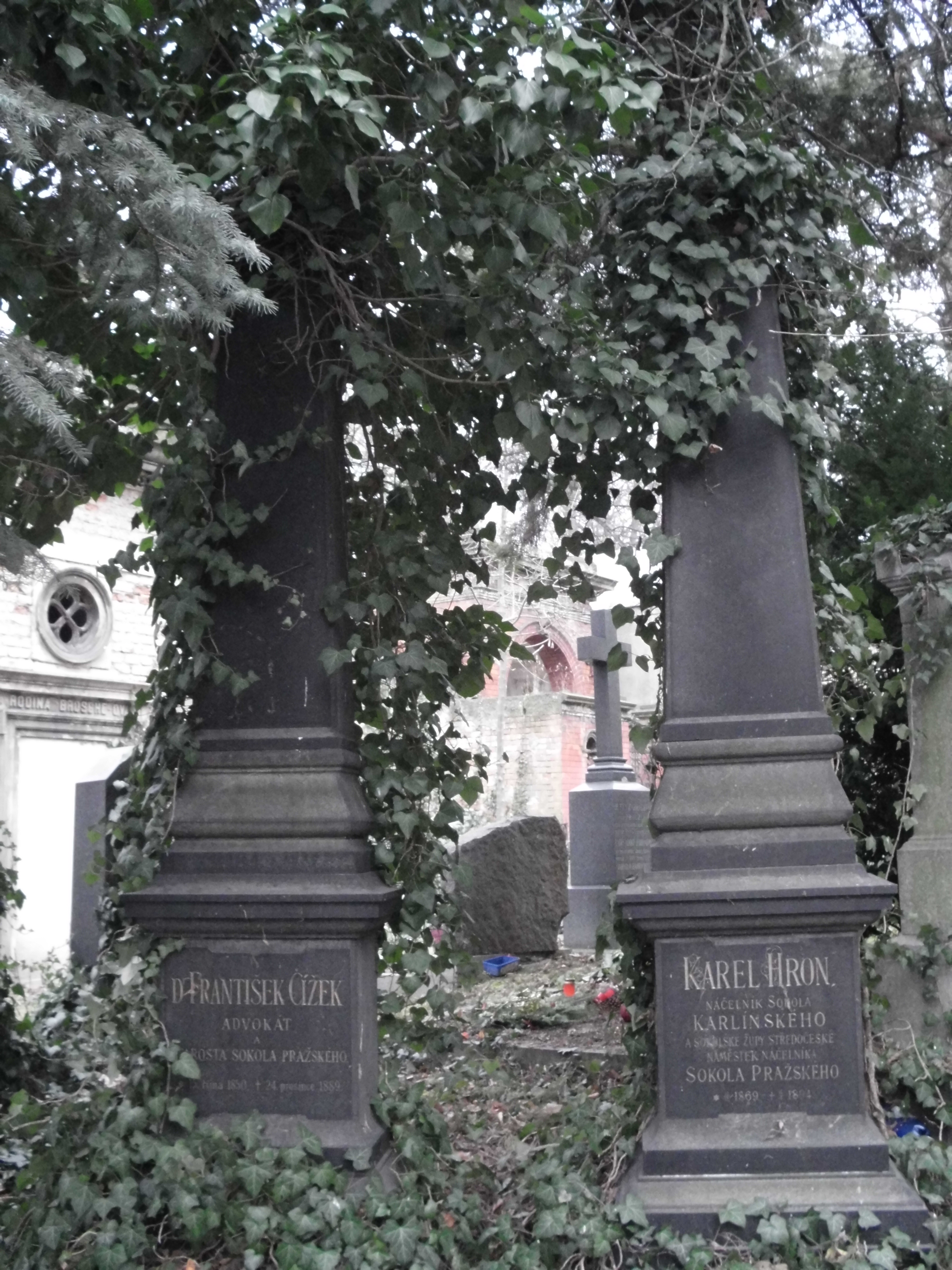
Náhrobky Františka Čížka (vlevo) a Karla Hrona na Olšanských hřbitovech
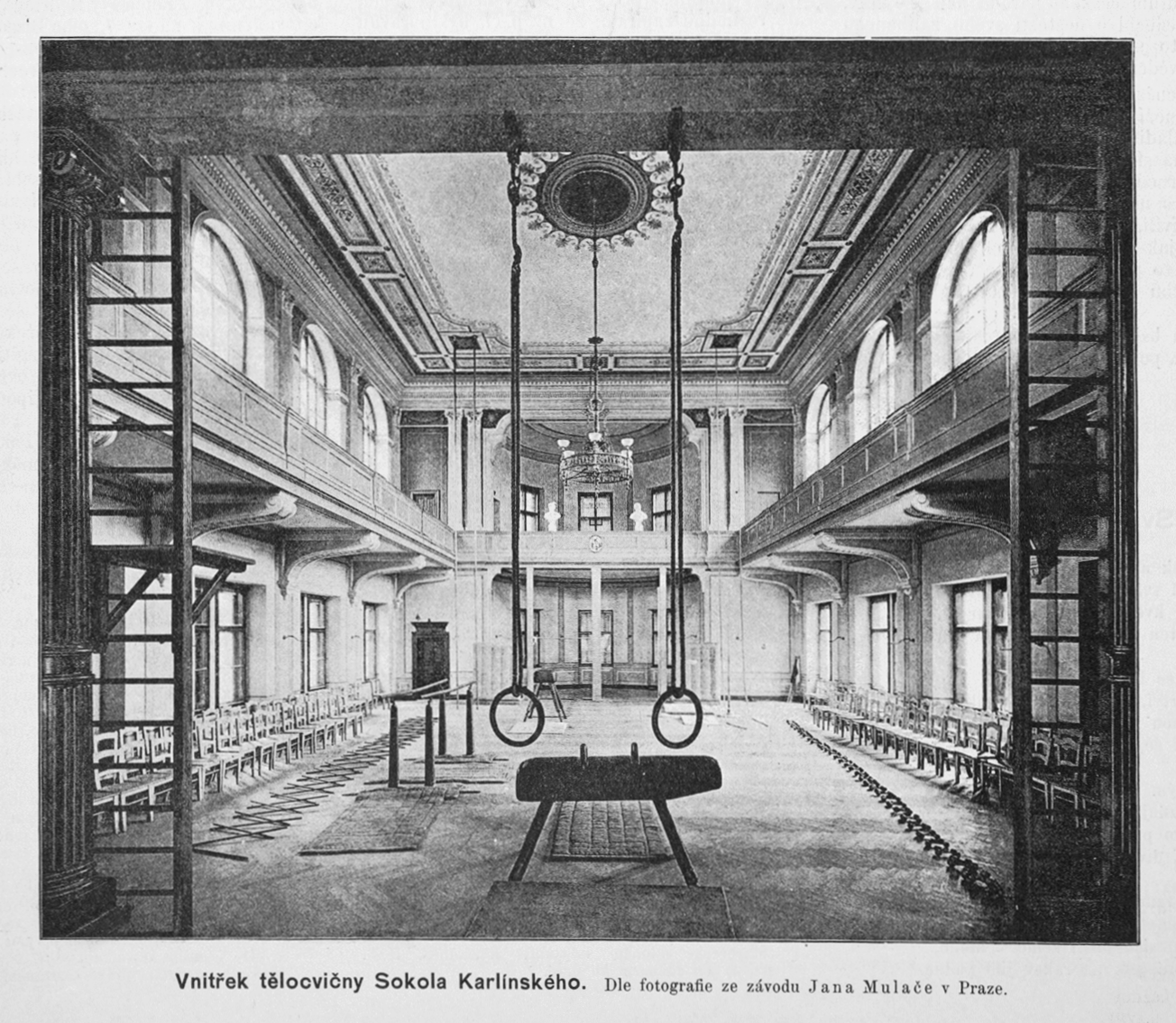
Interiér karlínské sokolovny r. 1887 (ilustrační foto, Jan Mulač)